# الدين في السلفادور
الدين في السلفادور (2013)

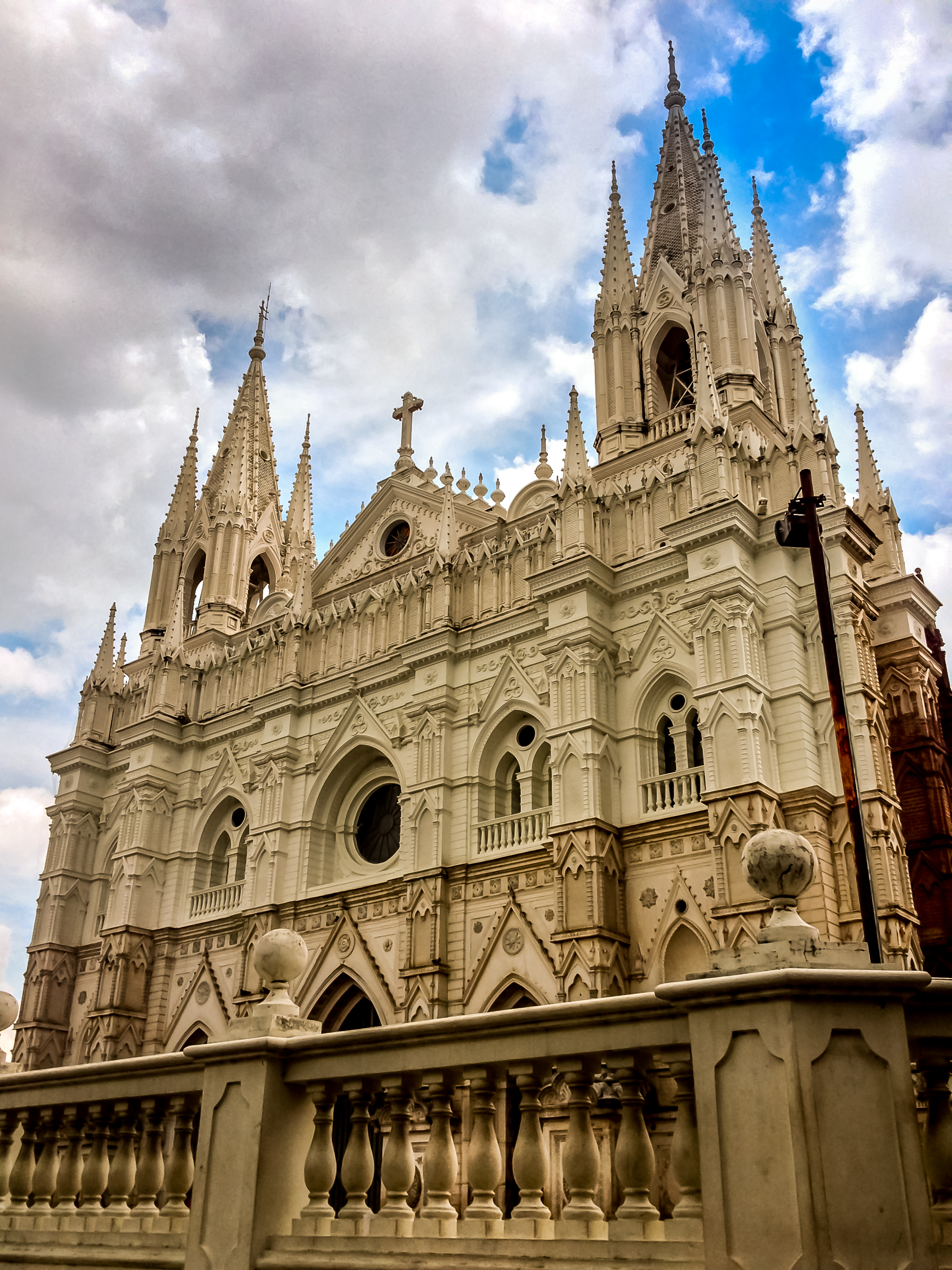
كاتدرائية سانتا آنا

الدين في السلفادور وفقاً لإحصاء عام 2008، 52.6 ٪ من سكان السلفادور كاثوليك و27.9% بروتستانت. كما توجد الكنائس الأنجليكانية، المشيخية، الميثودية، والسبتية، والخمسينية، والمورمون،بالإضافة إلى مسجد دار إبراهيم في سان سلفادور.